# Districte VI (l'Hospitalet de Llobregat)
El Districte VI és un dels sis districtes de la ciutat de l'Hospitalet de Llobregat. Situat al sud de la ciutat, comprèn un territori de 3,22 km². Inclou els barris de Bellvitge i el Gornal, on viuen 31.793 habitants (segons el padró del 2018).
Hi són característics els grans blocs de pisos. El barri de Bellvitge es va començar a construir el 1964, a l'entorn de l'antic santuari de la Mare de Déu de Bellvitge, en una zona fins llavors agrícola. La construcció del barri del Gornal data dels anys setanta.
A la Marina, entre Bellvitge i el riu Llobregat, es conserven unes poques masies: Can Trabal, al camí de Cal Joan del Ros (nom que tenia anteriorment), Cal Masover Nou, a la carretera de la Feixa Llarga, i Ca l'Esquerrer, a la carretera del Mig.
S'hi ubiquen el campus de Ciències de la Salut de Bellvitge de la Universitat de Barcelona, l'Hospital Universitari de Bellvitge i l'Hospital Duran i Reynals. En aquest darrer hospital es troben l'Institut d'Investigació Biomèdica de Bellvitge i l'Institut Català d'Oncologia.